# Figanières
Figanières là một xã ở tỉnh Var trong vùng Provence-Alpes-Côte d’Azur, Pháp. Xã này có diện tích 28,17 km², dân số năm 2006 là 2461 người. Xã này nằm ở khu vực có độ cao trung bình 314 mét trên mực nước biển.

## Biến động dân số
| 1962                                         | 1968 | 1975 | 1982 | 1990 | 1999 | - | - | - |
| -------------------------------------------- | ---- | ---- | ---- | ---- | ---- | - | - | - |
| 481                                          | 571  | 758  | 1176 | 1634 | 2230 | - | - | - |
| Số liệu kể từ 1962 : dân số không tính trùng |      |      |      |      |      |   |   |   |